# Герб Покрова
Герб Покро́ва — один з офіційних символів міста Покров Дніпропетровської області. Затверджений рішенням Орджонікідзевської міської ради N° 25-42-V 29 вересня 2009 року

## Опис
На щиті, перетятому на синє та пурпурове поля, Пресвята Богородиця у лазуровій туніці та червоному мафорії із золотою облямівкою, навколо голови — золотий німб, у руках тримає срібний покров, праворуч від Богородиці — золоте роторне колесо із золотими літерами «Mn» у середині, ліворуч — золота пектораль.

## Значення
За першою назвою комплексу місцевих марганцевих шахт Покровські копальні, від традиційного на козацькому Запоріжжі присвячення церков Покрову. За офіційним обґрунтуванням, «герб визначає ïï (Марію) за духовну покровительку міста». Вміщена золота пектораль знайдена в кургані Товста Могила в межах міста.
Сігл «Mn» в роторному колесі вказує на видобуток марганцю, малиновий тлумачиться як його умовний колір (не як колір хоругви запорозьких козаків).
Синій символізує «шляхетність мешканців міста». Також це колір Марії.

## Історія

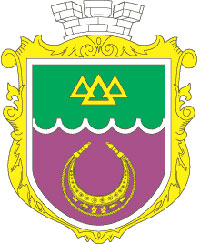
Герб Покрова (тоді Орджонікідзе) в 2003—2009 рр.

З 2003 по 2009 роки місто Орджонікідзе мало інший герб.

## Джерело
- Геральдика Дніпропетровщини. Офіційні символи територіальних та муніципальних утворень: [Історичні нариси]. — Д.: Арт-Прес, 2012. с. 142 (опис) - 143 (значення) − 192 с. iSBN 978-966-348-279-8